# Język pranordyjski

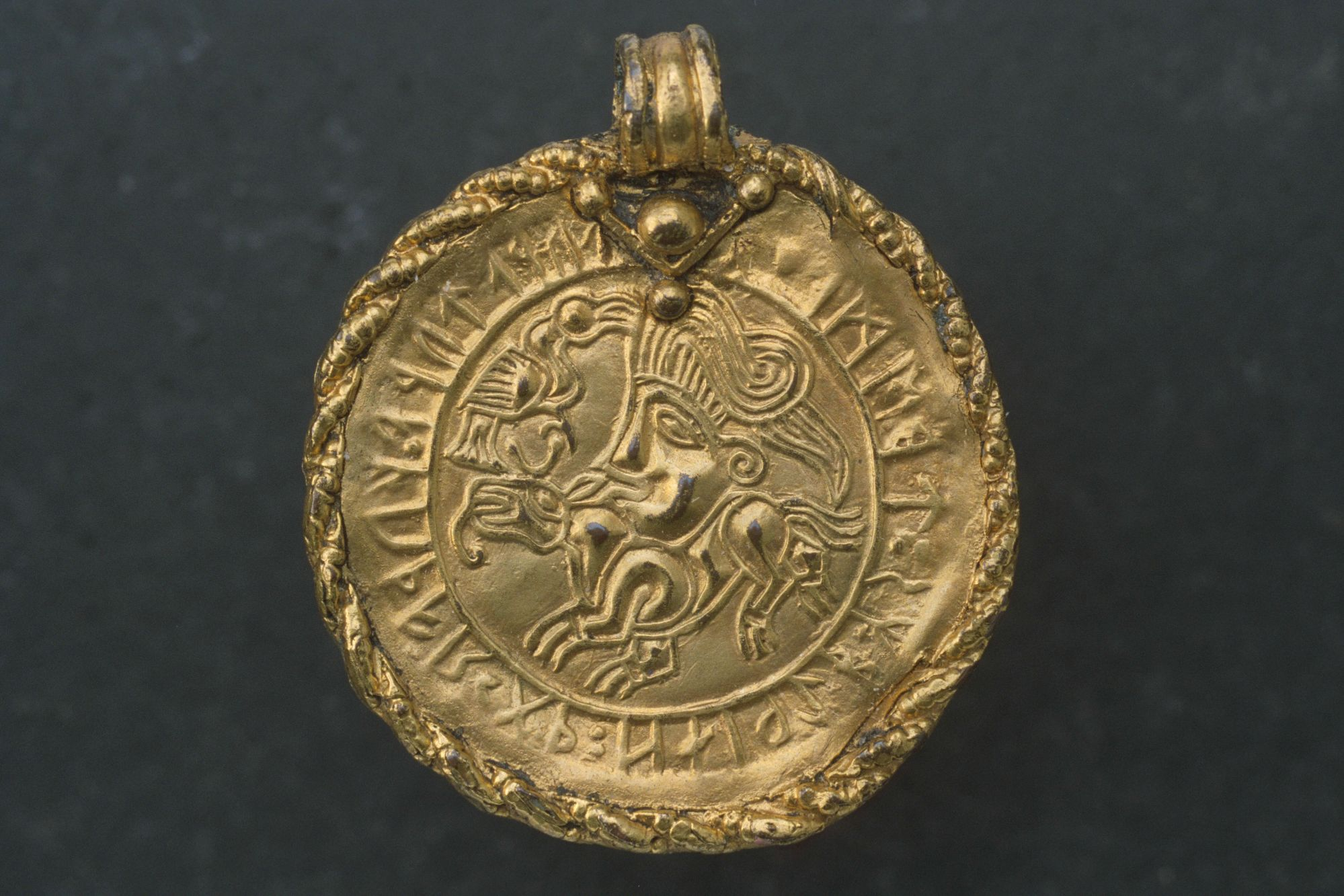
Kopia złotego brakteatu z Vadsteny

Język pranordyjski – język ludów germańskich, używany na terenach Skandynawii między III a VII w. n.e., zaświadczony w kilku inskrypcjach runicznych. Stanowi późne stadium rozwojowe rekonstruowanego języka pragermańskiego, od którego prawdopodobnie niewiele się różnił. Na początku VIII wieku wyewoluowały z niego dialekty języka staronordyjskiego.